# Jose de Venecia III

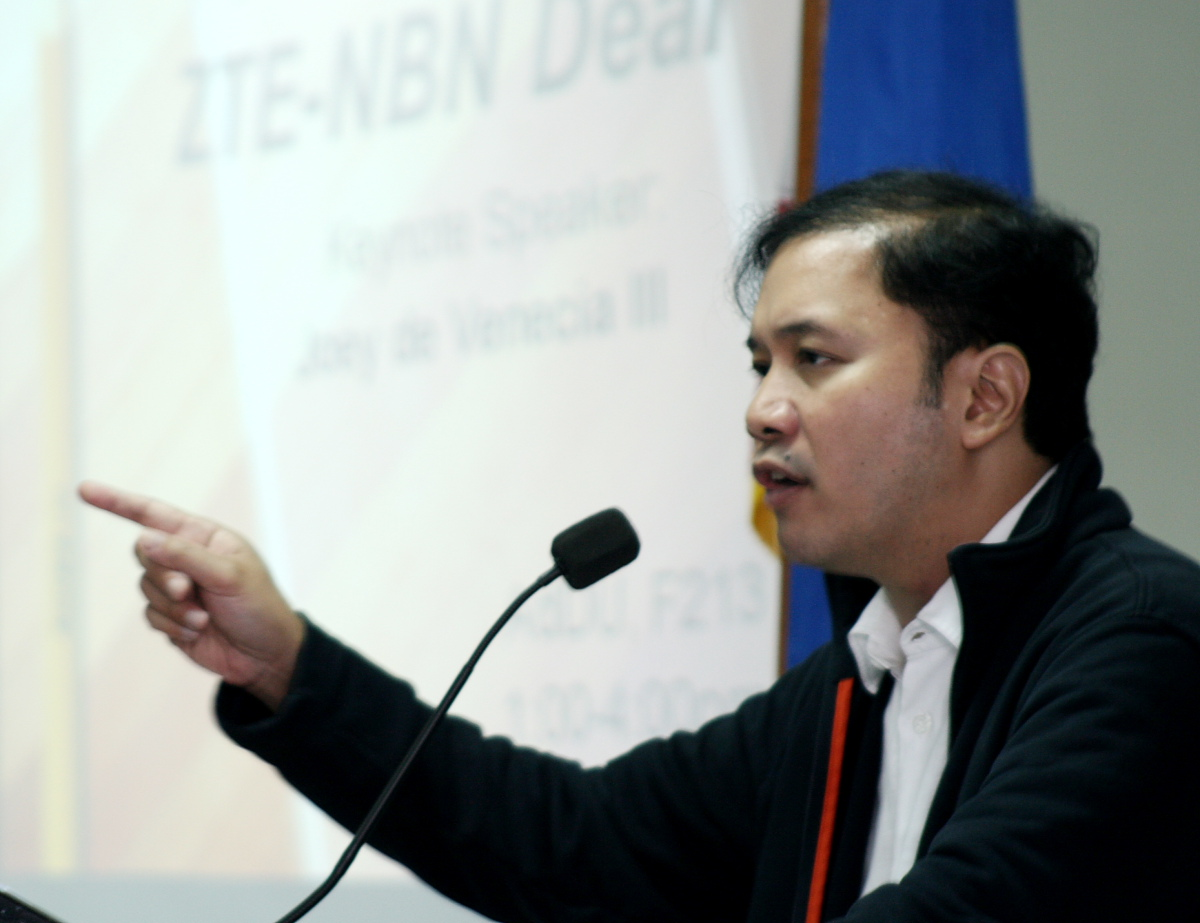
Joey de Venecia

Jose "Joey" de Venecia III (Quezon City, 10 augustus 1963) is een Filipijns zakenman. Hij kreeg landelijke bekendheid in de Filipijnen, door zijn getuigenis bij het onderzoek naar het corruptie schandaal rondom het ZTE breedbandproject. Bij de verkiezingen van 2010 deed De Venecia zonder succes mee aan de senaatsverkiezingen. Hij eindigde daarbij op de 15e plek, hetgeen onvoldoende was voor een zetel in de Filipijnse Senaat. Joey de Venecia is de zoon van voormalig Voorzitter van het Filipijns Huis van Afgevaardigden, Jose de Venecia jr.

## Biografie
Joey de Venecia is het jongste kind en de enige zoon van Jose de Venecia jr., voormalig voorzitter van het Filipijns Huis van Afgevaardigden en Victoria Perez, een dochter van politicus Eugenio Perez. Hij kreeg les aan de Ateneo de Manila en La Salle Greenhills, waarna hij zijn opleiding vervolgde op kostscholen in de Verenigde Staten. Aansluitend studeerde hij Vrije Kunsten aan de Boston University en de Ateneo de Manila. Hij behaalde een Bachelor of Science in Bestuurskunde aan de American University in Washington D.C. en zijn Masters-diploma in dezelfde studie aan de Fordham University in New York.
Na zijn studieperiode ging hij werken als auditor bij Arthur Andersen LLP in Washington DC. Later keerde hij terug naar de Filipijnen en werd hij senior consultant bij Ernst & Young, dat toen bekendstond als Arthur Andersen & Co. De Venecia tevens eigenaar of investeerder in diverse bedrijven. Een van deze bedrijven is Amsterdam Holdings Inc. Dit bedrijf verloor in 2007 de aanbesteding van de Filipijnse overheid voor een nationaal breedbandnetwerk in de Filipijnen, ter waarde van $329 miljoen, van het Chinese ZTE Corporation. De Venecia getuigde op 10 september 2007 tijdens het onderzoek van de Filipijnse Senaat dat hij had gehoord hoe Benjamin Abalos, de toenmalige voorzitter van de kiescommissie COMELEC geld had horen eisen. Abalos zou volgens andere getuigen in de weken voorafgaand aan de deal regelmatig naar China zijn gereis om de deal rond te krijgen. Later getuigde hij bovendien dat Mike Arroyo, de echtgenoot van president Gloria Macapagal-Arroyo hem had gewaarschuwd zich er niet meer mee te bemoeien.
In 2009 werd bekend dat De Venecia zich namens Partido ng Masang Pilipino van voormalig president Joseph Estrada kandidaat had gesteld voor de senaatsverkiezingen van 2010. Hij behaalde ruim 8,3 miljoen stemmen. Hiermee eindigde hij op de 15e plek, hetgeen onvoldoende was voor een senaatszetel.